# リンカーン郡 (コロラド州)

コロラド州内の位置

リンカーン郡（Lincoln County）は、アメリカ合衆国コロラド州に位置する郡である。人口は5,675人（2020年）。郡庁所在地はヒューゴ（Hugo）である。

## 地理
アメリカ合衆国統計局によると、この郡は総面積6,699 km2 (2,586 mi2) である。このうち6,698 km2 (2,586 mi2) が陸地で1 km2 (0 mi2) が水地域である。総面積の0.01%が水地域となっている。

### 隣接する郡
- ワシントン郡 - (北)
- キットカーソン郡 - (東 1)
- シャイアン郡 - (東 2)
- クロウリー郡 - (南 1)
- カイオワ郡 - (南 2)
- エルバート郡 - (西 1)
- エルパソ郡 - (西 2)
- アラパホ郡 - (北西 - 一点)
- プエブロ郡 - (南西 - 一点)

## 人口動勢
2000年国勢調査で、この郡は人口6,087人、2,058世帯、及び1,389家族が暮らしている。人口密度は1/km2 (2/mi2) である。0/km2 (1/mi2) の平均的な密度に2,406軒の住宅が建っている。この郡の人種的な構成は白人86.30%、アフリカン・アメリカン4.96%、先住民0.94%、アジア0.56%、太平洋諸島系0.03%、その他の人種5.65%、及び混血1.56%である。この人口の8.53%はヒスパニックまたはラテン系である。
この郡内の住民は23.90%が18歳未満の未成年、18歳以上24歳以下が7.10%、25歳以上44歳以下が33.00%、45歳以上64歳以下が21.80%、及び65歳以上が14.30%にわたっている。中央値年齢は38歳である。女性100人ごとに対して男性は130.90人である。18歳以上の女性100人ごとに対して男性は140.70人である。
この郡の世帯ごとの平均的な収入は31,914米ドルであり、家族ごとの平均的な収入は39,738米ドルである。男性は25,742米ドルに対して女性は15,510米ドルの平均的な収入がある。この郡の一人当たりの収入 (per capita income) は11.70米ドルである。人口の8.10%及び家族の8.60%は貧困線以下である。全人口のうち18歳未満の14.40%及び65歳以上の11.50%は貧困線以下の生活を送っている。

## 都市及び町
- ヒューゴ（郡庁所在地）
- Arriba
- Genoa
- Limon